# Ust'-Barguzin
Ust'-Barguzin (in russo Усть-Баргузин?, in buriato Баргажанай Адаг) è un insediamento di tipo urbano della Russia asiatica, in Siberia Orientale. È situato nella Repubblica autonoma della Burazia e appartiene al rajon Barguzinskij.
Si trova sulla riva sinistra del fiume Barguzin, al suo sbocco nell'omonima baia sul lago Bajkal, 50 chilometri a sud-ovest del centro del distretto, il villaggio di Barguzin.